# 凱尼爾沃思和紹瑟姆 (英國國會選區)

選區在沃里克郡的位置

凱尼爾沃思和紹瑟姆（英語：Kenilworth and Southam），英國國會一郡選區，包括西密德蘭沃里克郡拉格比區、埃文河畔斯特拉特福區、沃里克區一部。設於2010年。
在2010年大選中，保守黨的傑里米·賴特以53.6%選票連任。